# 小林哲也 (帝国ホテル)
小林 哲也（こばやし てつや、1945年6月23日 - ）は、日本の経営者。帝国ホテル社長、会長を務めた。

## 来歴・人物
新潟県出身。1969年に慶應義塾大学法学部を卒業し、同年3月に帝国ホテルに入社した。1998年6月に取締役に就任し、2000年6月に常務、2003年6月に副社長を経て、2004年6月に社長に就任。2013年4月から2020年4月までに会長を務めた。
2019年11月、旭日中綬章を受章。